# Rio Angerebe
O rio Angereb, também conhecido como o Bahr as-Salam, é um curso de água da Etiópia e do leste do Sudão, e um dos afluentes do rio Nilo. Este rio nasce perto de Daqwa, a norte de Gondar na região de Amhara, corre para oeste até se juntar ao rio Atbarah. O bairro histórico de Armachiho está localizado nas suas margens .
Este rio tem uma barragem construída nas suas margens em 1986, para o abastecimento de água.